# Triple hèlix
El concepte de la Triple Hèlix de les relacions universitat - indústria - govern sorgeix en la dècada de 1990. Citada pels autors Etzkowitz (1993) i Etzkowitz i Leydesdorff (1995), abasta elements de les obres precursores de Lowe (1982) i Sábato i Mackenzi (1982). Es refereix a la necessària i creixent relació triàdica entre la universitat, la indústria i el govern en la societat del coneixement.
La hipòtesi sobre la Triple Hèlix és que el potencial per a la innovació i el desenvolupament econòmic a la Societat del Coneixement es troba en la hibridació d'elements de la universitat, la indústria i el govern per generar nous formats institucionals i socials per a la producció, la transferència i aplicació del coneixement.